# Distrikt Buvuma
Buvuma ist ein Distrikt in Zentral-Uganda.

## Geografie
Der Distrikt liegt auf dem Archipel der Buvuma-Inseln im Viktoriasee und hat kein Territorium auf dem Festland Ugandas. Der Distrikt Buvuma grenzt im Norden an den Distrikt Jinja, im Osten an den Distrikt Mayuge, im Süden an das Land Tansania und im Westen und Nordwesten an den Distrikt Buikwe. Kitamilo, die Distrikthauptstadt, liegt etwa 30 Kilometer südlich der Stadt Jinja, der nächsten großen Metropolregion.

## Bevölkerung
Im Jahr 1991 schätzte die nationale Volkszählung die Bevölkerung des Bezirks auf 18.500 Einwohner. Während der Volkszählung 2002 wurde die Bevölkerung des Bezirks Buvuma auf 42.500 Einwohner geschätzt. In der Volkszählung von 2014 betrug die Einwohnerzahl 89.890 Einwohner. Heute gibt es in dem Distrikt über 140.000 Haushalte.

## Wirtschaft

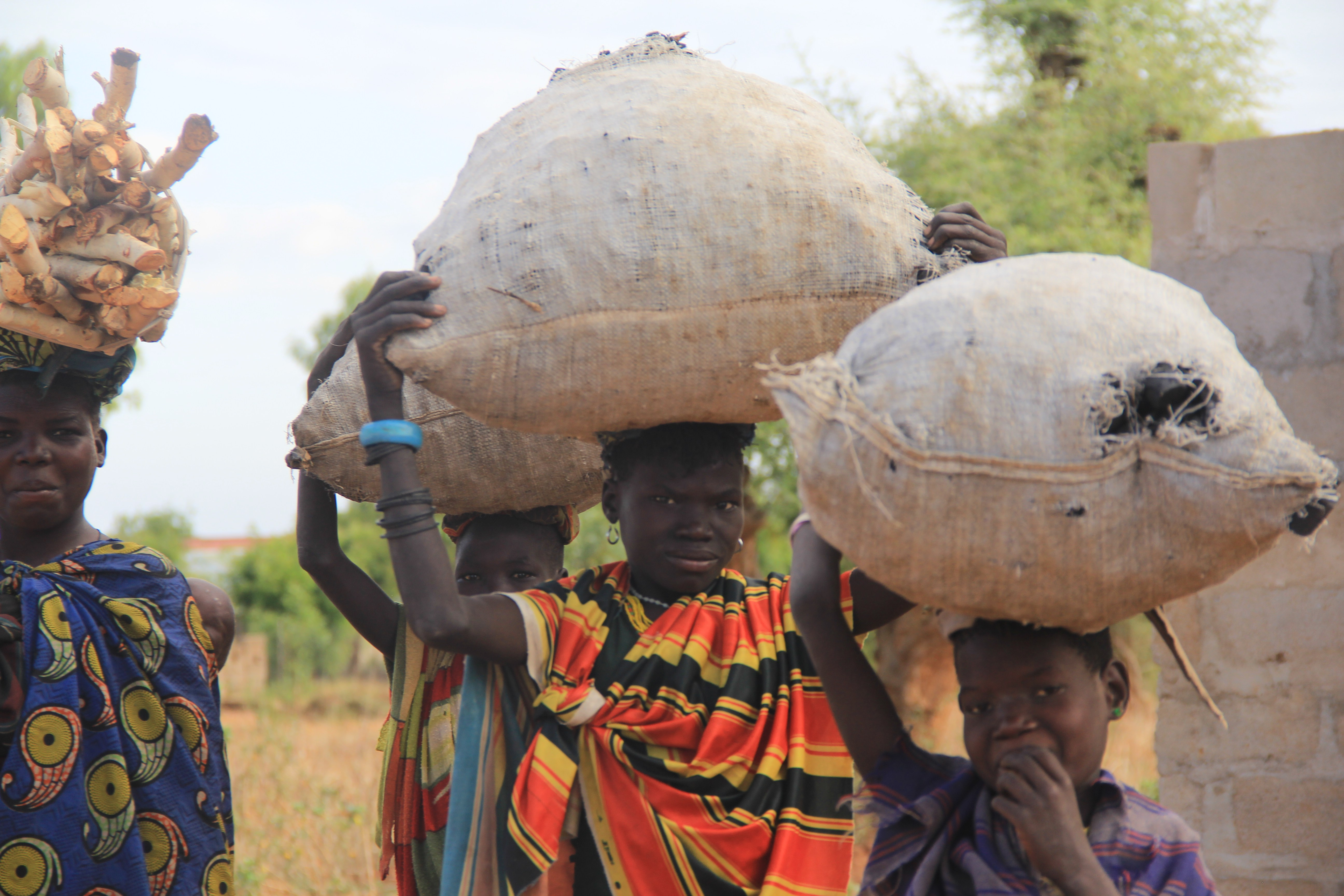
Frauen sammeln und sammeln Kohle aus Brennöfen für den Heimgebrauch.

Die vier Hauptwirtschaftsaktivitäten im Distrikt sind die Fischerei, der Tourismus, die Holzernte und die Herstellung von Holzkohle. Subsistenzwirtschaft wird von den Bewohnern der Inseln praktiziert. Die Mehrheit der Inselbewohner ist sehr vom Fischfang abhängig. Überfischung ist daher ein Problem. Der Distrikt hat 26 Waldreservate, allerdings sind viele von ungeregeltem Holzeinschlag bedroht und werden für die Gewinnung von Holzkohle benutzt. Im Distrikt wird wenig Viehzucht betrieben, wobei der Großteil des Viehbestands lokal im Distrikt verbraucht wird.

## Verwaltung
Der Distrikt Buvuma besteht aus 52 verstreuten Inseln im nördlichen Teil des Victoriasees. Die größte Insel heißt Buvuma, genau wie der Distrikt, der am 1. Juli 2010 durch das Parlament geschaffen wurde. Zuvor war er Teil des Distrikts Mukono. Administrativ ist der Bezirk in neun Verwaltungseinheiten unterteilt:
- Unterbezirk Bugaya
- Unterbezirk Busamuzi
- Unterbezirk Bweema
- Unterbezirk Nairambi
- Unterbezirk Buvuma
- Unterbezirk Buwooya
- Unterbezirk Lwajje
- Unterbezirk Lubya
- Unterbezirk Lyabaana